# Буряти

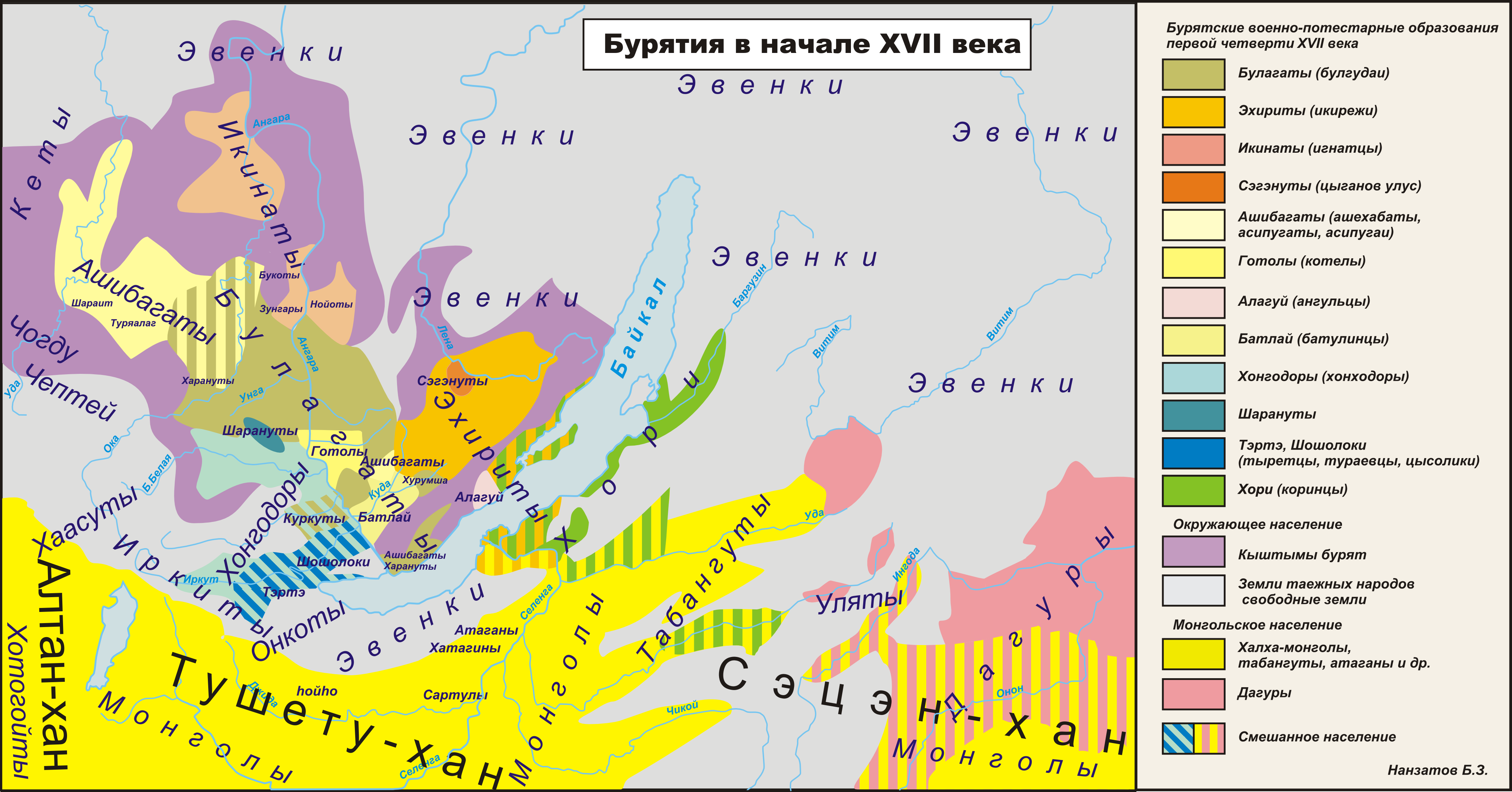
Історичні бурятські племена

Буряти (буряад, бур. буряадууд, монг. буриад, рос. буряты) — монгольський народ, який проживає переважно у Республіці Бурятія, а також на суміжних територіях Іркутської області та Забайкальського краю Російської Федерації. Буряти є одним із двох найбільших корінних народів Сибіру (інший — якути), їхня чисельність складає трохи більш як 500 тисяч.

## Чисельність
За переписом 2002 чисельність бурятів у Росії становить 445 000 осіб. Буряти також живуть у північній Монголії (70 000) та у Внутрішній Монголії Китайської Народної Республіки (близько 25 000).
Загальна чисельність бурятського народу — понад 550 000 осіб. Проте, неросійські вчені (лінгвісти та етнографи) часто розглядають бурятів Росії, китайських і монгольських бурятів як окремі етнічні групи.

## Історія

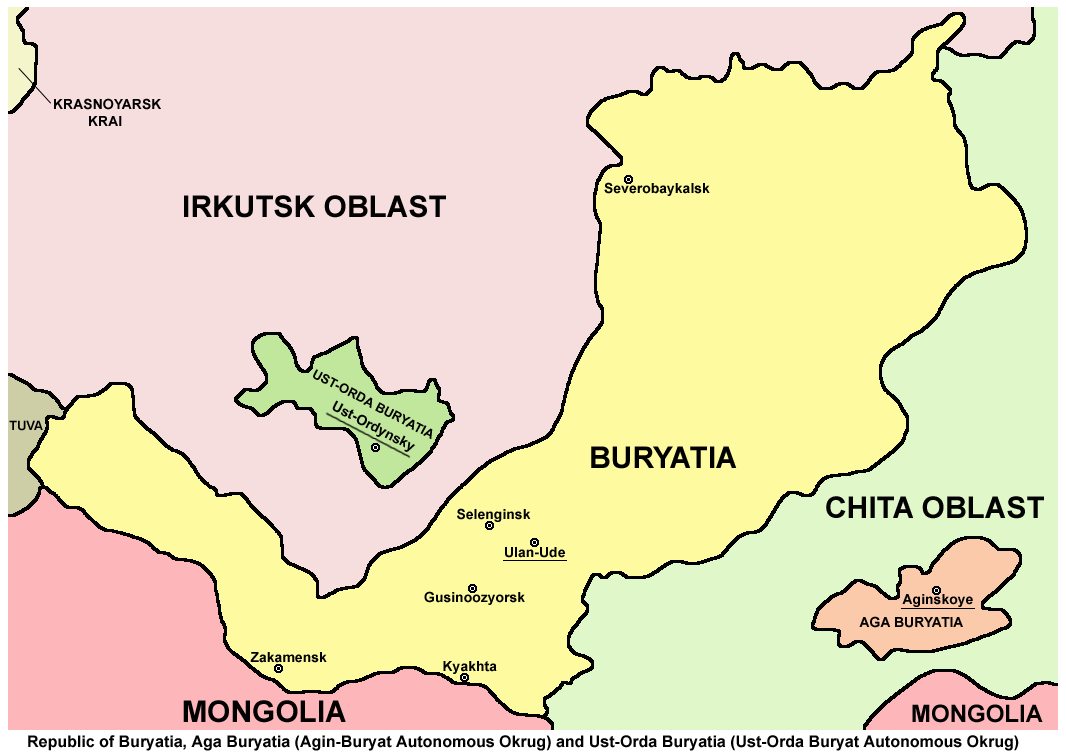

Заведено вважати, що поява етноніма «бурят» вперше фіксується у «Священному сказанні монголів» (1240). Серед бурятів значне субетнічне членування, що має як історичне і географічне підґрунтя, так і широке мовне розгалуження на діалекти (загалом півтора десятка). Основні субетнічні родові групи — булагати, ехіріти, хоринці і хондогори. Писемність бурятів у різні часи була на основі старомонгольської графіки, латинки; зараз — кирилична. В основу літературної норми покладено хоринський діалект бурятської мови. Етнічна історія бурятів пов'язана з монголомовними групами на території північної окраїни ханства Алтан-ханів (кінець 16 — початок 17 століть).
Також в окремих груп сучасних бурятів простежуються риси тюркські, тунгуські та єнісейські; подекуди окремі субетноси бурятів є іншомовними субстратами. Бурятські землі почали приєднуватися до Російської імперії з середини 17 століття й увійшли до складу Іркутської губернії та виокремленої у ній в 1851 році Забайкальської області. На початку буремних 20-х років 20 століття буряти роз'єднані у національних автономних утвореннях у складі Далекосхідної республіки та РРФСР, але вже у 1923 році утворено єдину Бурят-Монгольську АРСР у складі РРФСР, втім у 1937 р. це державне утворення бурятів було покраяно на окремі автономні суб'єкти, які в сучасній Російській Федерації взагалі ліквідовуються. Нині існує Республіка Бурятія.

## Релігія

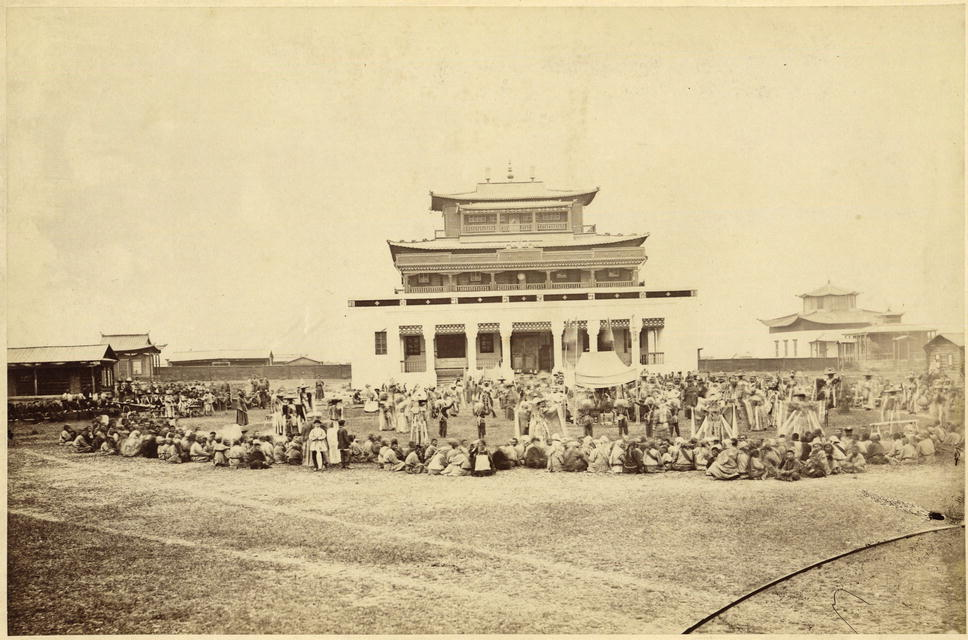
Церемонія Цан в Гусиноозерському дацані, 1890-ті рр.

Для бурятів характерний синкретизм тенгріанства та тибетського буддизму (ламаїзму), що набув розвитку в бурятів з 16 століття. Насильницька християнізація російською владою, що тривала починаючи з 1730-х років, вплинула на віру бурятів лише формально.
Буддизм — важливий чинник національної ідентичності та самоствердження бурятів. Ця релігія сприяла поширенню писемності, книжності, розвитку науки і літератури, мистецтва, ремесел. Осередками буддизму в Бурятії були буддистські монастирі — дацани. Як і повсюдно в СРСР, у 1930-х роках діяльність національно-культурних об'єднань та культових споруд була припинена, а храми розграбовані і зруйновані. Лише з кінця 1980-х років почалось національне відродження бурятів, в тому числі і відновлення дацанів.
Ще одним важливим чинником історії, культури і економіки бурятів є їхнє «море» — озеро Байкал.

## Національна ідентичність
У ієрархії ідентичностей, що утворюють бурятську національну самоідентифікацію, найбільш важливими є панмонгольська, російська, буддійська та справжня бурятська етнічна ідентичності, на основі якої лежить «автохтонна» бурятська культура.
Бурятські політичні діячі, високоосвічені люди того часу, які здобули європейську освіту під керівництвом провідних російських вчених (головним чином в Санкт-Петербурзькому університеті), стали першими бурятськими науковцями та просвітниками. З іншого боку, як піддані Російської імперії, вони вільно або невільно були емісарами царської політики в Північній Азії, а надалі — радянської політики. У їхній самосвідомості сталося злиття абсолютно різних картин світу, що сприяло, на нашу думку, формуванню у бурятів транснаціональної ідентичності за шкоду власне бурятській, що зрештою привело до кризи національної ідентичності, яку переживають буряти на сучасному етапі.
Буряти є частинкою загальномонгольського світу. Монголія для бурятів пов'язується з поняттями чистоти, прародини, великої історії та великих предків. Багато науковців і культурних діячів пострадянської Бурятії закликали до відновлення загальномонгольської єдності, правильно вважаючи, що тільки через свідомість себе як частинки монгольського світу буряти можуть зберегти себе як етнос. Одне з насущних завдань полягає в тісному співробітництві та зближенні з іншими монгольськими народами, зокрема в культурному та мовному відношенні.
У бурятському націоналістичному дискурсі все «російське/радянське» набуло негативної конотації через політичні репресії, позбавлення республіки своєї первісної назви (Бурят-Монголія), територіальний роз'єднання та культурну та мовну асиміляцію.
Тема про походження бурятської землі, її історії, культурі та релігії стає все більш значущою у дискурсі бурятської етнічності, що свідчить про активне відродження шаманізму, яке ми спостерігаємо в наш час. Однак акцентуація цієї автохтонної етнічної релігії не привела до зміцнення національного єднання бурят. Відродження родових та територіальних традицій стоїть у протиріччі з загальнобурятською агітацією. Інтегративна функція шаманізму досить обмежена. Як писала К. М. Герасимова: «Родові релігійні звичаї, попри типологічну однорідність, також були етнодиференціюючими, вони розмежовували, відокремлювали етнічні спільноти за ознакою кровного, предкового, генеалогічного походження… Ідеологія родової релігії не могла забезпечити всебурятського єднання, нейтралізувати трайбалістські конфлікти та протиріччя, які виникали в процесі територіально-політичної консолідації родичів та неродичів етнічних груп».
На відміну від шаманізму, консолідуючу роль буддизму відзначають всі дослідники. Вчені відводять буддизму важливе місце у процесі культурного відродження.
Наразі лише у буддійській та традиційній бурятській сферах продовжує зберігатися бурятський націоналістичний дискурс, використовується бурятська мова, здійснюється реальна підтримка бурятської культури та спорту. Бурятська традиційна санґха відкрито заявляє про свої цілі збереження та розвитку національної культури бурятів.

## Література

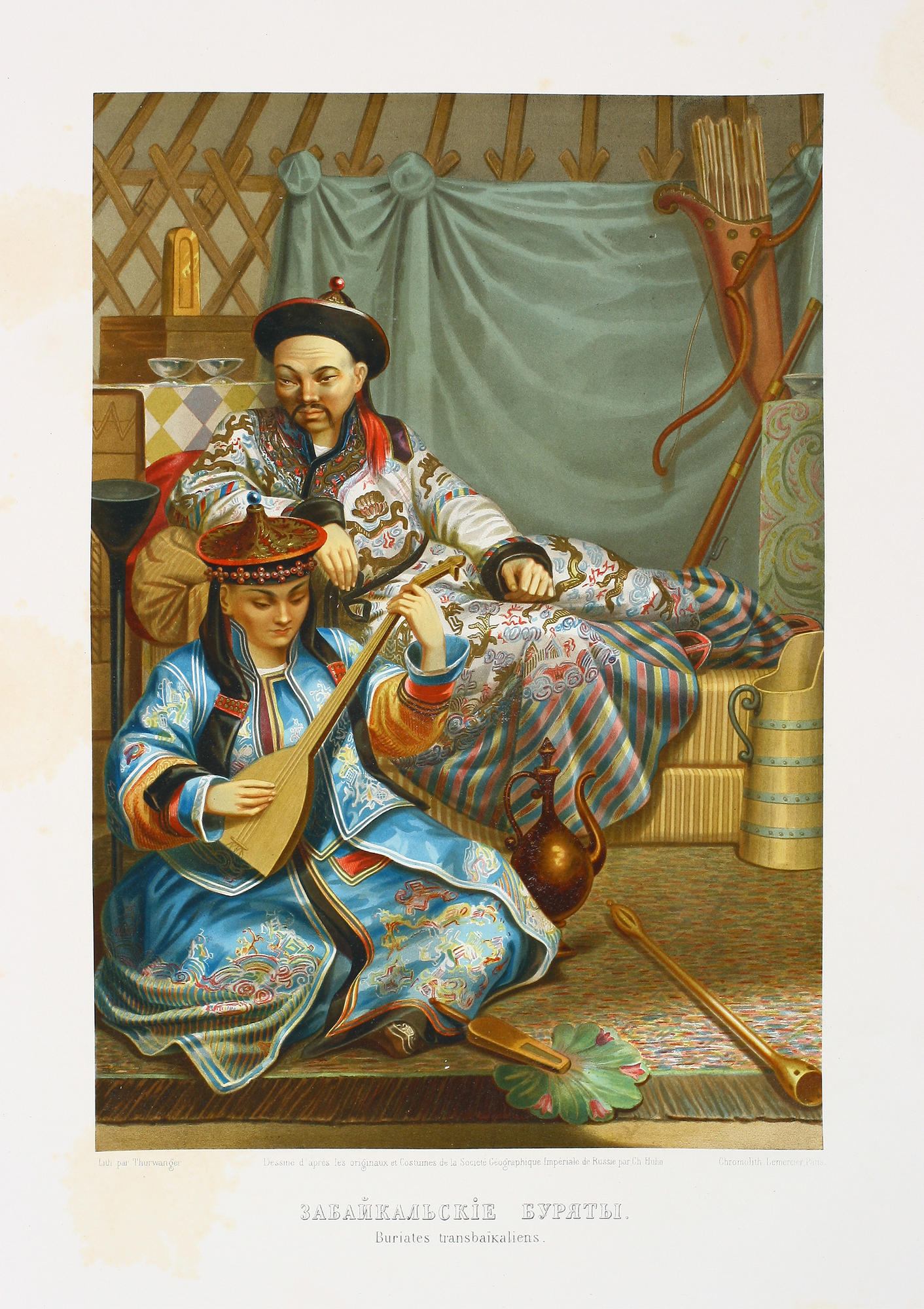
Забайкальські буряти, 1840

## Кухня
Бурятська кухня — одна з визначних пам'яток Байкалу, відома своїми стравами: буузою, тарасуном (спиртний напій на основі молока), саламатом, струганиною.

## Буряти та Україна
- Колишній український гетьман Дем’ян Многогрішний причетний до геноциду бурятів, який чинила окупаційна московська адміністрація з 1620 по 1728 роки[7].
- Видання бурятських народних казок українською (1987).

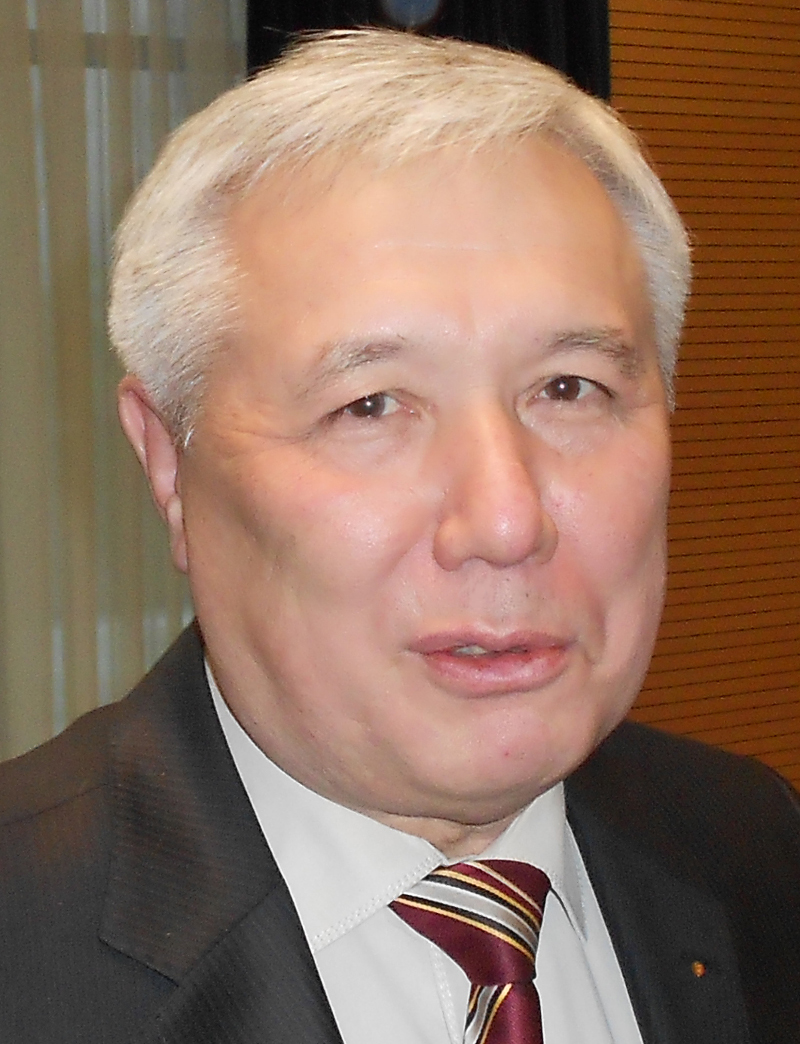
Юрій Єхануров — Прем'єр-міністр України у 2005-2006

- Прем'єр-міністр України у 2005–2006 років Юрій Єхануров по батькові бурят.
- Популярний український письменник Дорж Бату (Андрій Васильєв), за його словами, за національністю бурят (самовизначення — бурят-монгол).
- Представники бурятів у складі російських окупаційних військ причетні до звірств у Бучі[8] під час повномасштабного воєнного вторгнення в Україну 2022 року.